# Mogens E. Pedersen
 Der er flere personer med dette navn, se Mogens Pedersen (flertydig).
Mogens Emil Pedersen, også kendt som MEP, (født 9. maj 1928 i Aarhus, død 5. januar 2014 i Gentofte) var en dansk journalist, der gennem næsten 30 år var chefredaktør for Se & Hør og  også ugebladet Ugens Rapport.
Pedersen arbejdede oprindeligt som murer og deltog efter 2. verdenskrig i genopbygningsarbejdet i Nordnorge. Herfra sendte han artikler hjem til Dagbladet Information. Hjemvendt fra Norge fik han i 1949 elevplads på Sorø Amtstidendes Korsør-redaktion. Senere kom han til Sjællands Tidende i Slagelse, og i 1966 blev han ansat ved Berlingske Tidende. Han blev chefredaktør for Se & Hør i 1970, hvor hans største opgave var at rette op på bladets faldende oplagstal. Det lykkedes – oplaget var på 120.000, da han tiltrådte, og da han gik på pension i 1997 var det på 340.000. Under MEP's ledelse blev Se & Hør kendt for sin pågående linje, der medførte adskillige retssager.
Mogens E. Pedersen er begravet på Gentofte Kirkegård.

## Biografi
- Mep-. Ærligt talt – sådan gik det til (erindringer, 1997)